# Флоридатаун (Флорида)
Флоридатаун (англ. Floridatown) — переписна місцевість (CDP) в США, в окрузі Санта-Роза штату Флорида. Населення — 319 осіб (2020).

## Географія
Флоридатаун розташований за координатами 30°34′57″ пн. ш. 87°9′39″ зх. д. / 30.58250° пн. ш. 87.16083° зх. д. (30.582419, -87.160944).  За даними Бюро перепису населення США в 2010 році переписна місцевість мала площу 1,04 км², з яких 1,03 км² — суходіл та 0,01 км² — водойми.

## Демографія
Згідно з переписом 2010 року, у переписній місцевості мешкали 244 особи в 98 домогосподарствах у складі 62 родин. Густота населення становила 234 особи/км².  Було 133 помешкання (127/км²).
Расовий склад населення:
| - 93,9 % — білих - 1,2 % — корінних американців - 2,0 % — осіб інших рас |

До двох чи більше рас належало 2,9 %. Частка іспаномовних становила 2,0 % від усіх жителів.
За віковим діапазоном населення розподілялося таким чином: 23,8 % — особи молодші 18 років, 61,9 % — особи у віці 18—64 років, 14,3 % — особи у віці 65 років та старші. Медіана віку мешканця становила 37,5 року. На 100 осіб жіночої статі у переписній місцевості припадало 105,0 чоловіків;  на 100 жінок у віці від 18 років та старших — 102,2 чоловіків також старших 18 років.
Середній дохід на одне домашнє господарство  становив 85 605 доларів США (медіана — 85 066), а середній дохід на одну сім'ю — 114 568 доларів (медіана — 108 438). За межею бідності перебувало 22,7 % осіб, у тому числі 38,9 % дітей у віці до 18 років та 24,2 % осіб у віці 65 років та старших.
Цивільне працевлаштоване населення становило 134 особи. Основні галузі зайнятості: будівництво — 32,1 %, транспорт — 31,3 %, фінанси, страхування та нерухомість — 25,4 %.